# Всемирная ассоциация сексуального здоровья

Эмблема всемирной ассоциации сексуального здоровья

Всемирная ассоциация сексуального здоровья (англ. World Association for Sexual Health) — международная зонтичная организация, объединяющая представителей сексологического сообщества и сексологов. Основана в 1978 году в Риме, Италия, её главной целью является повышение уровня сексуального здоровья для всех с помощью развития сексологической науки. С момента своего рождения WAS успешно провела 19 международных конгрессов, последний из которых состоялся в Гётеборге, Швеция, 21—25 июня 2009 года. До 2005 года организация называлась «Всемирная ассоциация по сексологии». C 13 июля 2005 года WAS изменила своё название, чтобы подчеркнуть, что сексология является инструментом для достижения сексуального здоровья.

## Участники
Пять видных региональных континентальных федераций являются членами WAS: Федерация сексологии Азии и Океании, (Asia and Oceania Federation of Sexology), Европейская федерация сексологии (European Federation of Sexology), Латиноамериканская федерация сексологии и полового воспитания (Latin American Federation of Sexology and Sexual Education), Североамериканская Федерация организаций, занимающихся вопросами сексуальности (North American Federation of Sexuality Organizations) и Африканская федерация сексуального здоровья и прав (African Federation for Sexual Health and Rights).
В WAS также входят более 100 национальных и международных сексологических организации, институтов и фондов. Среди сексологических обществ, принадлежащими к WAS, можно найти: International Academy of Sex Research, Sexuality Information and Education Council of the United States (SIECUS), the Society for the Scientific Study of Sexuality (SSSS), the Society for the Advancement of Sexual Health, the American Association of Sex Educators, Counselors, & Therapists (AASECT) и Всемирная профессиональная ассоциация по здоровью трансгендерных людей (WPATH).

## Декларация сексуальных прав
На 14-м Всемирном конгрессе по сексологии (Гонконг, 1999), была принята Всеобщая декларация сексуальных прав, которая включает 11 прав:
1. Право на сексуальную свободу.
2. Права на сексуальную независимость, целостность и физическую безопасность.
3. Право на неприкосновенность частной сексуальной жизни.
4. Право на сексуальное равенство.
5. Право на сексуальное удовольствие.
6. Право на эмоциональное выражение сексуальности.
7. Право на свободу сексуальных союзов.
8. Право на свободный и ответственный репродуктивный выбор.
9. Право на информацию о сексуальности, основанную на научных исследованиях.
10. Право на всестороннее сексуальное просвещение.
11. Право на охрану репродуктивного здоровья.

На 17-м Всемирном конгрессе по сексологии (Монреаль, Канада 15 июля 2005 года)
1. Признавать, поддерживать, обеспечивать и охранять сексуальные права для всех.
2. Развивать гендерное равенство.
3. Устранять все формы сексуального насилия и злоупотребления.
4. Обеспечивать всеобщий доступ к всеобъемлющей сексуальной информации и образованию.
5. Добиваться того, чтобы программы репродуктивного здоровья признавали центральное место сексуального здоровья.
6. Остановить и повернуть вспять распространение ВИЧ/СПИДа и других заболеваний, передаваемых половым путём (ЗППП).
7. Идентифицировать, определять и лечить сексуальные заботы, дисфункции и заболевания.
8. Добиваться признания сексуального удовольствия как компонента благополучия.

## Работа с Панамериканской организацией здравоохранения
19-22 мая 2000 года Панамериканская организация здравоохранения (региональное отделение Всемирной организации здравоохранения в Северной и Южной Америке) в сотрудничестве с WAS созвала региональную консультацию по вопросам сексуального здоровья в Антигуа-Гватемале, Гватемала. Результат работы консультации — документ, озаглавленный: «Поощрение сексуального здоровья. Рекомендации к действию», в котором была разработана концептуальная основа для повышения уровня сексуального здоровья.